# 1109
El 1109 (MCIX) fou un any comú començat en divendres del calendari julià.

## Esdeveniments
- Ponç de Melguelh és elegit abat de Cluny a la mort d'Hug de Cluny.[1]

## Necrològiques
- 1 de juliol: Alfons VI de Castella, rei de Castella.